# Warrenton (Oregon)
Pour les articles homonymes, voir Warrenton.
Ne doit pas être confondu avec Warren (Oregon).
Warrenton est une ville du comté de Clatsop en Oregon, aux États-Unis.